# Adenophora petiolata
Adenophora petiolata är en klockväxtart som beskrevs av Ferdinand Albin Pax och Käthe Hoffmann.
Adenophora petiolata ingår i släktet kragklockor och familjen klockväxter. Inga underarter finns listade i Catalogue of Life.